# 2008年北京オリンピックのモンゴル選手団
2008年北京オリンピックのモンゴル選手団（2008ねんペキンオリンピックのモンゴルせんしゅだん）は、2008年8月8日から8月24日にかけて中国の北京を主として開催された2008年北京オリンピックのモンゴル選手団、およびその競技結果。

## 概要
今大会は金メダル2個、銀メダル2個、合計4個のメダルを獲得した。
柔道男子100kg級でナイダン・ツブシンバヤルが金メダルを獲得し、モンゴルに初めてのオリンピック金メダルをもたらした。

## メダル
| メダル | 選手名                       | 競技       | 種目               |
| ------ | ---------------------------- | ---------- | ------------------ |
| 金     | ナイダン・ツブシンバヤル     | 柔道       | 男子100kg級        |
| 金     | エンクバット・バダルウーガン | ボクシング | 男子バンタム級     |
| 銀     | セルダンバ・プレブドルジ     | ボクシング | 男子ライトフライ級 |
| 銀     | グンデグマ・オトリャド       | 射撃       | 女子25mピストル    |